# 대한민국 제21대 국회의원 선거 미래통합당 후보 목록
다음은 대한민국 제21대 국회의원 선거 미래통합당 후보 목록이다.

## 지역구

### 서울특별시
| 선거구     | 후보자 | 공천 유형 | 경력 |
| ---------- | ------ | --------- | --- |
| 종로       | 황교안 | 단수 공천 | 법무부 장관 (2013~2015) 44대 국무총리 (2015~2017) 대통령 권한대행 (2016.12~2017.5) 미래통합당 대표 (2019.2~현재) |
| 중·성동 갑 | 진수희 | 경선 공천 | 17대 국회의원 (비례대표) 18대 국희의원 (서울 성동 갑) 전 보건복지부 장관                                         |
| 중·성동 을 | 지상욱 | 단수 공천 | 20대 국회의원 |
| 용산       | 권영세 | 경선 공천 | 16·17·18대 국회의원 (서울 영등포 갑)                                                                             |
| 광진 갑    | 김병민 | 전략 공천 | |
| 광진 을    | 오세훈 | 단수 공천 | 17대 국회의원 (서울 강남 을) 전 서울특별시장 (2006~2011)                                                         |
| 동대문 갑  | 허용범 | 단수 공천 | 전 국회도서관장                                                                                                  |
| 동대문 을  | 이혜훈 | 경선 공천 | 17·18·20대 국회의원 (서울 서초 갑)                                                                               |
| 중랑 갑    | 김삼화 | 단수 공천 | 20대 국회의원 |
| 중랑 을    | 윤상일 | 경선 공천 | |
| 성북 갑    | 한상학 | 경선 공천 | |
| 성북 을    | 정태근 | 단수 공천 | 18대 국회의원 |
| 강북 갑    | 정양석 | 단수 공천 | 18·20대 국회의원                                                                                                 |
| 강북 을    | 안홍렬 | 단수 공천 | |
| 도봉 갑    | 김재섭 | 경선 공천 | |
| 도봉 을    | 김선동 | 단수 공천 | 18·20대 국회의원                                                                                                 |
| 노원 갑    | 이노근 | 경선 공천 | 19대 국회의원 |
| 노원 을    | 이동섭 | 단수 공천 | 20대 국회의원 |
| 노원 병    | 이준석 | 단수 공천 | |
| 은평 갑    | 홍인정 | 경선 공천 | 전 당협위원장 |
| 은평 을    | 허용석 | 전략 공천 | 전 관세청장 |
| 서대문 갑  | 이성헌 | 경선 공천 | 16·18대 국회의원                                                                                                 |
| 서대문 을  | 송주범 | 경선 공천 | 전 서울시의회 의원                                                                                               |
| 마포 갑    | 강승규 | 경선 공천 | 18대 국회의원 |
| 마포 을    | 김성동 | 경선 공천 | |
| 양천 갑    | 송한섭 | 경선 공천 | 서울 서부지법 前 검사                                                                                            |
| 양천 을    | 손영택 | 단수 공천 | 변호사 |
| 강서 갑    | 구상찬 | 단수 공천 | 18대 국회의원 |
| 강서 을    | 김태우 | 전략 공천 | 전 검찰 수사관                                                                                                   |
| 강서 병    | 김철근 | 경선 공천 | |
| 구로 갑    | 김재식 | 단수 공천 | |
| 구로 을    | 김용태 | 전략 공천 | 18·19·20대 국회의원                                                                                              |
| 금천       | 강성만 | 경선 공천 | |
| 영등포 갑  | 문병호 | 경선 공천 | 17ㆍ19대 국회의원 (인천 부평 갑)                                                                                 |
| 영등포 을  | 박용찬 | 단수 공천 | MBC 문화방송 기자 출신 자유한국당 원내 대변인                                                                    |
| 동작 갑    | 장진영 | 경선 공천 | 변호사 |
| 동작 을    | 나경원 | 단수 공천 | 17·18·19·20대 국회의원 자유한국당 원내대표 (2018~2019)                                                           |
| 관악 갑    | 김대호 | 경선 제명 | |
| 관악 을    | 오신환 | 단수 공천 | 19·20대 국회의원                                                                                                 |
| 서초 갑    | 윤희숙 | 전략 공천 | 전 KDI정책대학원 교수                                                                                            |
| 서초 을    | 박성중 | 경선 공천 | 민선 5기 서울 서초구청장 (2006~2010) 20대 국회의원                                                               |
| 강남 갑    | 태구민 | 전략 공천 | 주 영국 주재 북한 前 대사                                                                                        |
| 강남 을    | 박진   | 전략 공천 | 16.17.18대 국회의원 (서울 종로) (2002~2012)                                                                      |
| 강남 병    | 유경준 | 전략 공천 | 전 통계청장 (유기준 의원의 동생)                                                                                 |
| 송파 갑    | 김웅   | 단수 공천 | 전 부장검사 드라마 검사내전 원작자                                                                               |
| 송파 을    | 배현진 | 경선 공천 | MBC 문화방송 前 아나운서                                                                                         |
| 송파 병    | 김근식 | 단수 공천 | 경남대 교수 |
| 강동 갑    | 이수희 | 경선 공천 | 변호사 |
| 강동 을    | 이재영 | 경선 공천 | 19대 국회의원 |

### 부산광역시
| 선거구     | 후보자   | 공천 유형 | 경력                                                                                     |
| ---------- | -------- | --------- | ---------------------------------------------------------------------------------------- |
| 중·영도    | 황보승희 | 경선 공천 | 전직 부산광역시의원 전직 부산광역시 영도구의원                                           |
| 서·동      | 안병길   | 경선 공천 | 부산일보 前 사장                                                                         |
| 부산진 갑  | 서병수   | 전략 공천 | 제12대 해운대구청장 제16·17·18·19대 국회의원(부산 해운대·기장 갑) 전 제18대 부산광역시장 |
| 부산진 을  | 이헌승   | 경선 공천 | 제19·20대 국회의원                                                                       |
| 동래       | 김희곤   | 경선 공천 |                                                                                          |
| 남 갑      | 박수영   | 단수 공천 |                                                                                          |
| 남 을      | 이언주   | 전략 공천 | 제19·20대 국회의원(경기 광명 을)                                                         |
| 북·강서 갑 | 박민식   | 단수 공천 | 제19대 국회의원                                                                          |
| 북·강서 을 | 김도읍   | 단수 공천 | 제18·19·20대 국회의원                                                                    |
| 해운대 갑  | 하태경   | 경선 공천 | 제19·20대 국회의원(해운대·기장 을->해운대 갑)                                            |
| 해운대 을  | 김미애   | 단수 공천 |                                                                                          |
| 사하 갑    | 김척수   | 경선 공천 |                                                                                          |
| 사하 을    | 조경태   | 단수 공천 | 제17·18·19·20대 국회의원                                                                 |
| 금정       | 백종헌   | 경선 공천 | 전 부산시의회 의장                                                                       |
| 연제       | 이주환   | 경선 공천 |                                                                                          |
| 수영       | 전봉민   | 경선 공천 |                                                                                          |
| 사상       | 장제원   | 단수 공천 | 제17·18·20대 국회의원                                                                    |
| 기장       | 정동만   | 경선 공천 |                                                                                          |

### 대구광역시
| 선거구  | 후보자 | 공천 유형 | 경력                               |
| ------- | ------ | --------- | ---------------------------------- |
| 중·남   | 곽상도 | 단수 공천 | 현 국회의원                        |
| 동 갑   | 류성걸 | 경선 공천 | 19대 국회의원                      |
| 동 을   | 강대식 | 경선 공천 | 민선 6기 대구 동구청장 (2014~2018) |
| 서      | 김상훈 | 단수 공천 | 현 국회의원                        |
| 북 갑   | 양금희 | 단수 공천 | 현 한국여성유권자연맹 중앙회장     |
| 북 을   | 김승수 | 경선 공천 | 전 대구 행정부시장                 |
| 수성 갑 | 주호영 | 전략 공천 | 현 국회의원 (대구 수성 을)         |
| 수성 을 | 이인선 | 경선 공천 | 현 계명대학교 교수                 |
| 달서 갑 | 홍석준 | 경선 공천 | 전 대구시 경제국장                 |
| 달서 을 | 윤재옥 | 단수 공천 | 현 국회의원                        |
| 달서 병 | 김용판 | 단수 공천 | 전 서울 경찰청장                   |
| 달성    | 추경호 | 단수 공천 | 현 국회의원                        |

### 인천광역시
| 선거구       | 후보자 | 공천 유형 | 경력                                        |
| ------------ | ------ | --------- | ------------------------------------------- |
| 중·강화·옹진 | 배준영 | 단수 공천 | 국회 대변인실 부대변인                      |
| 동·미추홀 갑 | 전희경 | 전략 공천 | 20대 국회의원                               |
| 동·미추홀 을 | 안상수 | 전략 공천 | 민선 4·5기 인천광역시장 15·19·20대 국회의원 |
| 연수 갑      | 정승연 | 경선 공천 | 인하대 교수                                 |
| 연수 을      | 민경욱 | 경선 공천 | 제20대 국회의원                             |
| 남동 갑      | 유정복 | 전략 공천 | 17·18·19대 국회의원 민선 6기 인천광역시장   |
| 남동 을      | 이원복 | 경선 공천 | 15·17대 국회의원                            |
| 부평 갑      | 정유섭 | 경선 공천 | 20대 국회의원                               |
| 부평 을      | 강창규 | 경선 공천 |                                             |
| 계양 갑      | 이중재 | 단수공천  | 전 인천지검 부장검사                        |
| 계양 을      | 윤형선 | 단수 공천 |                                             |
| 서 갑        | 이학재 | 경선 공천 | 18·19·20대 국회의원                         |
| 서 을        | 박종진 | 단수 공천 | 전 채널A 앵커                               |

### 광주광역시
| 선거구 | 후보자 | 공천 유형 |
| ------ | ------ | --------- |
| 서 갑  | 주동식 | 단수공천  |
| 북 갑  | 범기철 | 단수공천  |

### 대전광역시
| 선거구  | 후보자 | 공천 유형 |
| ------- | ------ | --------- |
| 동      | 이장우 | 단수공천  |
| 중      | 이은권 | 단수공천  |
| 서 갑   | 이영규 | 단수공천  |
| 서 을   | 양홍규 | 경선공천  |
| 유성 갑 | 장동혁 | 단수공천  |
| 유성 을 | 김소연 | 단수공천  |
| 대덕    | 정용기 | 단수공천  |

### 울산광역시
| 선거구 | 후보자 | 공천 유형 | 경력                                                                 |
| ------ | ------ | --------- | -------------------------------------------------------------------- |
| 중     | 박성민 | 경선공천  | 울산 前 중구청장                                                     |
| 남 갑  | 이채익 | 경선공천  | 19·20대 국회의원                                                     |
| 남 을  | 김기현 | 경선공천  | 17·18·19대 국회의원 (2004~2014) 민선 6기 울산광역시 시장 (2014~2018) |
| 동     | 권명호 | 경선공천  | 前 울산 동구청장                                                     |
| 북     | 박대동 | 단수공천  | 19대 국회의원                                                        |
| 울주   | 서범수 | 경선공천  | 前 울산지방경찰청장 서병수 前 부산시장의 동생                        |

### 세종특별자치시
| 선거구  | 후보자 | 공천 유형 | 경력                         |
| ------- | ------ | --------- | ---------------------------- |
| 세종 갑 | 김중로 | 전략 공천 | 20대 국회의원 (비례대표)     |
| 세종 을 | 김병준 | 단수 공천 | 자유한국당 前 비상대책위원장 |

### 경기도
| 선거구       | 후보자 | 공천 유형      | 경력                                                                                          |
| ------------ | ------ | -------------- | --------------------------------------------------------------------------------------------- |
| 수원 갑      | 이창성 | 단수 공천      | 전 당협위원장                                                                                 |
| 수원 을      | 정미경 | 단수 공천      | 18·19대 국회의원                                                                              |
| 수원 병      | 김용남 | 단수 공천      | 19대 국회의원                                                                                 |
| 수원 정      | 홍종기 | 전략 공천      | 삼성전자 변호사                                                                               |
| 수원 무      | 박재순 | 단수 공천      | 전 당협위원장                                                                                 |
| 성남 수정    | 염오봉 | 단수 공천      | 꼴찌없는글방 대표                                                                             |
| 성남 중원    | 신상진 | 단수 공천      | 17·18·19·20대 국회의원                                                                        |
| 성남 분당 갑 | 김은혜 | 단수 공천      | 전 MBN 특임이사                                                                               |
| 성남 분당 을 | 김민수 | 단수 공천      | 전 당협위원장                                                                                 |
| 안양 만안    | 이필운 | 단수 공천      | 전 안양시장                                                                                   |
| 안양 동안 갑 | 임호영 | 단수 공천      | 전 서울중앙지법 부장판사                                                                      |
| 안양 동안 을 | 심재철 | 단수 공천      | 16·17·18·19·20대 국회의원 자유한국당 원내대표 (2019~2020) 20대 국회 전반기 부의장 (2016~2018) |
| 부천 갑      | 이음재 | 단수 공천      |                                                                                               |
| 부천 을      | 서영석 | 경선 공천      |                                                                                               |
| 부천 병      | 차명진 | 경선 공천 유지 | 17•18대 국회의원                                                                              |
| 부천 정      | 안병도 | 단수 공천      |                                                                                               |
| 안산 상록 갑 | 박주원 | 단수 공천      | 전 안산시장                                                                                   |
| 안산 상록 을 | 홍장표 | 단수 공천      | 전 18대국회의원                                                                               |
| 안산 단원 갑 | 김명연 | 단수 공천      | 19·20대 국회의원                                                                              |
| 안산 단원 을 | 박순자 | 단수 공천      | 17·18·20대 국회의원 국회 국토교통위원회위원장                                                 |
| 광명 갑      | 양주상 | 단수 공천      | 전 성균관대 총학생회장                                                                        |
| 광명 을      | 김용태 | 전략 공천      | 전 공동대표                                                                                   |
| 평택 갑      | 공재광 | 단수 공천      | 전 평택시장                                                                                   |
| 평택 을      | 유의동 | 단수 공천      | 19·20대 국회의원                                                                              |
| 화성 갑      | 최영근 | 경선 공천      |                                                                                               |
| 화성 을      | 임명배 | 단수 공천      | 전 자유한국당 당협위원장                                                                      |
| 화성 병      | 석호현 | 경선 공천      |                                                                                               |
| 시흥 갑      | 함진규 | 단수 공천      | 19·20대 국회의원                                                                              |
| 시흥 을      | 김승   | 단수 공천      |                                                                                               |
| 군포         | 심규철 | 전략 공천      |                                                                                               |
| 김포 갑      | 박진호 | 단수 공천      | 전 당협위원장                                                                                 |
| 김포 을      | 홍철호 | 단수 공천      | 19ㆍ20대 국회의원                                                                             |
| 광주 갑      | 조억동 | 단수 공천      | 전 경기 광주시장                                                                              |
| 광주 을      | 이종구 | 단수 공천      | 17ㆍ18ㆍ20대 국회의원 (서울 강남 갑)                                                          |
| 의정부 갑    | 강세창 | 경선 공천      |                                                                                               |
| 의정부 을    | 이형섭 | 경선 공천      |                                                                                               |
| 남양주 갑    | 심장수 | 경선 공천      |                                                                                               |
| 남양주 을    | 김용식 | 전략 공천      | 전 중앙위 청년분과위원장                                                                      |
| 남양주 병    | 주광덕 | 단수 공천      | 18·20대 국회의원                                                                              |
| 용인 갑      | 정찬민 | 단수 공천      | 민선 6기 경기 용인시장                                                                        |
| 용인 을      | 이원섭 | 경선 공천      |                                                                                               |
| 용인 병      | 이상일 | 경선 공천      |                                                                                               |
| 용인 정      | 김범수 | 단수 공천      |                                                                                               |
| 파주 갑      | 신보라 | 전략 공천      | 20대 국회의원                                                                                 |
| 파주 을      | 박용호 | 경선 공천      |                                                                                               |
| 고양 갑      | 이경환 | 단수 공천      |                                                                                               |
| 고양 을      | 함경우 | 단수 공천      |                                                                                               |
| 고양 병      | 김영환 | 단수 공천      |                                                                                               |
| 고양 정      | 김현아 | 단수 공천      | 20대 국회의원                                                                                 |
| 양주         | 김원조 | 경선 공천      |                                                                                               |
| 오산         | 최윤희 | 전략 공천      | 29대 해군참모총장 (2011~2013) 38대 합동참모총장 (2013~2015)                                   |
| 이천         | 송석준 | 단수 공천      | 20대 국회의원                                                                                 |
| 하남         | 이창근 | 경선 공천      |                                                                                               |
| 안성         | 김학용 | 단수 공천      | 18·19·20대 국회의원 국회 환경노동위원회 위원장                                                |
| 구리         | 나태근 | 경선 공천      |                                                                                               |
| 포천·가평    | 최춘식 | 경선 공천      |                                                                                               |
| 여주·양평    | 김선교 | 단수 공천      |                                                                                               |
| 동두천·연천  | 김성원 | 단수 공천      | 20대 국회의원                                                                                 |
| 의왕·과천    | 신계용 | 단수 공천      | 전 과천시장                                                                                   |

### 강원도
| 선거구                 | 후보자 | 공천 유형 | 경력                                                          |
| ---------------------- | ------ | --------- | ------------------------------------------------------------- |
| 춘천·철원·화천·양구 갑 | 김진태 | 경선 공천 | 19ㆍ20대 국회의원 (강원 춘천)                                 |
| 춘천·철원·화천·양구 을 | 한기호 | 단수 공천 | 18ㆍ19대 국회의원 (강원 철원ㆍ화천ㆍ양구ㆍ인제) (2010 ~ 2016) |
| 원주 갑                | 박정하 | 단수 공천 | 청와대 前 대변인                                              |
| 원주 을                | 이강후 | 경선 공천 | 19대 국회의원                                                 |
| 강릉                   | 홍윤식 | 전략 공천 | 행정안전부 前 장관                                            |
| 속초·인제·고성·양양    | 이양수 | 단수 공천 | 20대 국회의원                                                 |
| 동해·태백·삼척·정선    | 이철규 | 단수 공천 | 20대 국회의원                                                 |
| 홍천·횡성·영월·평창    | 유상범 | 경선 공천 | 변호사 배우 유오성의 친형                                     |

### 충청북도
| 선거구              | 후보자 | 공천 유형 |
| ------------------- | ------ | --------- |
| 청주 상당           | 윤갑근 | 단수 공천 |
| 청주 서원           | 최현호 | 단수 공천 |
| 청주 흥덕           | 정우택 | 단수 공천 |
| 청주 청원           | 김수민 | 전략 공천 |
| 충주                | 이종배 | 단수 공천 |
| 제천·단양           | 엄태영 | 경선 공천 |
| 보은·옥천·영동·괴산 | 박덕흠 | 단수 공천 |
| 증평·진천·음성      | 경대수 | 경선 공천 |

### 충청남도
| 선거구         | 후보자 | 공천 유형 |
| -------------- | ------ | --------- |
| 천안 갑        | 신범철 | 단수 공천 |
| 천안 을        | 이정만 | 경선 공천 |
| 천안 병        | 이창수 | 경선 공천 |
| 아산 갑        | 이명수 | 경선 공천 |
| 아산 을        | 박경귀 | 단수 공천 |
| 공주·부여·청양 | 정진석 | 단수 공천 |
| 보령·서천      | 김태흠 | 경선 공천 |
| 서산·태안      | 성일종 | 단수 공천 |
| 논산·계룡·금산 | 박우석 | 단수 공천 |
| 당진           | 김동완 | 경선 공천 |
| 홍성·예산      | 홍문표 | 경선 공천 |

### 전라북도
| 선거구              | 후보자 | 공천 유형 |
| ------------------- | ------ | --------- |
| 전주 을             | 이수진 | 단수 공천 |
| 익산 갑             | 김경안 | 단수 공천 |
| 완주·진안·무주·장수 | 김창도 | 단수 공천 |
| 군산                | 이근열 | 단수 공천 |

### 전라남도
| 선거구                 | 후보자 | 공천 유형 |
| ---------------------- | ------ | --------- |
| 목포                   | 황규원 | 단수 공천 |
| 여수 을                | 임동하 | 단수 공천 |
| 순천·광양·곡성·구례 갑 | 천하람 | 단수 공천 |
| 순천·광양·곡성·구례 을 | 김창남 | 단수 공천 |
| 나주·화순              | 최공재 | 단수 공천 |
| 무안·신안·영암         | 이인호 | 단수공천  |

### 경상북도
| 선거구              | 후보자 | 공천 유형 |
| ------------------- | ------ | --------- |
| 포항 북             | 김정재 | 경선 공천 |
| 포항 남·울릉        | 김병욱 | 경선공천  |
| 경주                | 김석기 | 경선 공천 |
| 경산                | 윤두현 | 경선 공천 |
| 김천                | 송언석 | 단수 공천 |
| 안동·예천           | 김형동 | 단수 공천 |
| 구미 갑             | 구자근 | 경선 공천 |
| 구미 을             | 김영식 | 단수 공천 |
| 군위·의성·청송·영덕 | 김희국 | 경선 공천 |
| 영천·청도           | 이만희 | 단수 공천 |
| 상주·문경           | 임이자 | 단수 공천 |
| 영주·영양·봉화·울진 | 박형수 | 경선 공천 |
| 고령·성주·칠곡      | 정희용 | 경선 공천 |

### 경상남도
| 선거구              | 후보자 | 공천 유형 |
| ------------------- | ------ | --------- |
| 창원 의창           | 박완수 | 단수 공천 |
| 창원 성산           | 강기윤 | 경선 공천 |
| 창원 마산합포       | 최형두 | 경선 공천 |
| 창원 마산회원       | 윤한홍 | 경선 공천 |
| 창원 진해           | 이달곤 | 경선 공천 |
| 진주 갑             | 박대출 | 단수 공천 |
| 진주 을             | 강민국 | 경선 공천 |
| 김해 갑             | 홍태용 | 단수 공천 |
| 김해 을             | 장기표 | 단수 공천 |
| 양산 갑             | 윤영석 | 단수 공천 |
| 양산 을             | 나동연 | 경선 공천 |
| 거제                | 서일준 | 단수 공천 |
| 통영·고성           | 정점식 | 경선 공천 |
| 사천·남해·하동      | 하영제 | 경선 공천 |
| 밀양·의령·함안·창녕 | 조해진 | 단수 공천 |
| 산청·함양·거창·합천 | 강석진 | 경선 공천 |

### 제주특별자치도
| 선거구  | 후보자 | 공천 유형 |
| ------- | ------ | --------- |
| 제주 갑 | 장성철 | 경선 공천 |
| 제주 을 | 부상일 | 경선 공천 |
| 서귀포  | 강경필 | 경선 공천 |

## 같이 보기
- 대한민국 제21대 국회의원 선거
- 대한민국 제21대 국회의원 선거 미래한국당 후보 목록

- 대한민국 제21대 국회의원 선거 미래통합당 결과